# Aline Muniz
Aline Muniz (Rio de Janeiro, 25 de setembro de 1983) é uma cantora de música popular brasileira.

## Biografia
Aos cinco anos de idade já era possível identificar em Aline Muniz uma cantora ascendente com uma escova de cabelos em frente ao espelho ou nas apresentações que improvisava para suas bonecas.    
Aline Muniz,nascida em 25 de setembro de 1983, cresceu escutando Elis Regina, Chico Buarque e Rita Lee. Filha de Angelina Muniz.  Além de ter estudado teatro, aos 12 anos começou a estudar música: fez aulas de violão, gaita e piano. Aos 15 anos, se  profissionalizou como cantora. Em 2006, formou sua primeira banda solo. Para montar seu primeiro show “Sacundin Sacunden”, fez aulas de canto, dança e expressão corporal. 
Aline ingressa então na noite paulistana e impressiona com sua voz potente vinda de uma garota tão franzina. E realmente a voz dela desmentia a idade e reduzia as plateias barulhentas ao silêncio com suas letras infladas de emoções a ponto de causar arrepios e aplausos frenéticos nas pessoas. E mostrou isso quando fez parte de diversos grupos musicais. Mas, seu tom rico e maduro – junto com o destacado dom para ser estrela - exigia mais: em 2006, formou sua primeira banda solo. E, para montar seu primeiro show “Sacundin Sacunden”, fez aulas de canto, dança e expressão corporal. E, desde então, o que tem feito diariamente é brilhar como vocalista. Uma estonteante encantadora de almas com todos os elementos de uma grande estrela influenciada pelo som de Stevie Wonder, Esperanza Spalding, Jammie Cullum, Djavan, Richard Bona e Sting.
Com três álbuns lançados muito bem recebidos pela crítica, Aline Muniz vem sendo cada vez mais reconhecida pelo público da MPB, e agora conquista o cenário pop adulto com seu último trabalho.
Seu primeiro álbum, Da Pá Virada (2008), produzido por Marco de Vita e Lua Lafaiette, veio em 2008 com composições como “O Negócio É Amar”, de Carlos Lyra e Dolores Duran e a música de trabalho “Básica” de Tatiana Cobbett, que estourou entre as mais tocadas nas rádios brasileiras. O sucesso do disco a fez ser convidada pela Rede Globo de Televisão para homenagear Moraes Moreira no programa Som Brasil. Na ocasião, interpretou, entre outras, a canção “Bloco do Prazer”. O primeiro trabalho também foi destaque nas trilhas sonoras de telenovelas da Rede Record com as músicas “Saindo de Mim” e “Sai Dessa”.
Em 2011, lançou seu segundo álbum Onde Tudo Faz Sentido com composições autorais em parceria com Marco de Vita. E não é só o talento inegável como compositora que está presente no disco, mas, também a voz surpreendente interpretando clássicos como “Deixa Chover” de Guilherme Arantes e “Mensagem de Amor” de Herbert Vianna. Além de sua performance marcante ao interpretar a canção “Senhorinha”, do compositor e violonista brasileiro Guinga, tema da novela “Escrava Mãe”.
No segundo semestre de 2016, Aline iniciou uma temporada em Nova York, nos Estados Unidos, fazendo um curso voltado para música e trabalhando na concepção musical para o mercado internacional; no ano seguinte deu andamento em sua carreira internacional realizando shows na cidade de Nova York, e sendo escolhida como uma das vozes do Festival Brasil Summer Fest, e do evento de galã ARD Foundation, no qual abriu o show para a cantora Demi Lovato.
Definitivamente Aline Muniz, se mostra como uma das principais cantoras da nova cena musical e a coloca como destaque no hall das grandes divas nacionais e internacionais.

## Carreira
Segundo Nelson Mota, “Aline Muniz mostra estilo e talento”. 
Seu primeiro álbum “Da Pá Virada”, produzido por Marco de Vita e Lua Lafaiette, veio em 2008   com composições como “O Negócio É Amar”, de Carlos Lyra e Dolores Duran e a música de trabalho “Básica” (de Tatiana Cobbett). Foi convidada pela Rede Globo para homenagear Moraes Moreira no programa “Som Brasil”. Na ocasião, interpretou, entre outras, a canção “Bloco do Prazer”.  O primeiro trabalho também foi incluído nas telenovelas da Rede Record: “Saindo de Mim” e ”Sai Dessa”, trilhas sonoras das novelas “Poder Paralelo” e “Chamas da Vida” respectivamente.
Em 2011, lançou seu segundo álbum "Onde Tudo Faz Sentido"  com composições dela e do seu  marido. O álbum começou a ser gravado em Nova York, onde Aline morou e conheceu músicos que vieram a participar do disco, como: Benny Rietveld, Robert Di Pietro, Etienne Stadwijk e Rubens de La Corte. A outra metade foi gravada em São Paulo. O disco contou também com a participação de músicos brasileiros, como Marcelo Mariano, Edson Guidetti e Eduardo Salmaso. Fruto desse trabalho, “Mensagem de Amor” é um dos singles do disco que ganhou clipe e contou com direção de Maurício Eça.
Em 2012, Aline viajou o Brasil apresentando o CD ao público. O projeto dessa turnê foi todo realizado pela Lei Rouanet e contou com uma equipe de 21 profissionais, entre bailarinas, músicos e produção, e teve um cenário formado por mais de 100 peças de quebra-cabeças. A cantora encerrou a turnê com shows no Teatro Geo (São Paulo), e no Teatro Net (Rio de Janeiro), em 2013  .
Em 2013, após o ponto final no trabalho com “Onde Tudo Faz Sentido”, Aline se colocou (e foi colocada) fora de sua zona de conforto. O trabalho com o parceiro Marco de Vita vinha dando resultados certeiros, mas em time que está ganhando também se mexe. Sugeriram Dudu Marote, mago da mistura de pop eletrônico que tem no currículo discos que explodiram com Skank, Jota Quest, Pato Fu, entre outros.
Em seu terceiro álbum, denominado ”OUTRA”, lançado em 2015 pela multinacional Sonny Music a cantora mostra ao mundo a que veio.  Aline converge técnica vocal com muito balanço e qualidade musical.
Aline ficou em dúvida. A interrogação foi se dissipando durante um ano, período em que ela passou o repertório do trabalho com Marote. A parceria foi se fundindo a ponto de ele se surpreender quando gravaram rock de guitarra distorcida no trabalho.
Daí também vem o nome do disco. É a Aline, mas é outra (Aline). Os acordes, antes intrincados, foram ficando mais simples. A metodologia de trabalho também. Assim como as programações, os refrões. Tudo foi ficando mais simples. E Aline deixou de lado tão somente o coração na escolha das canções. Se antes o repertório era selecionado apenas pelo que tocava o íntimo dela, desta vez a lição da ponte aérea São Paulo/Nova York (onde praticamente mora metade do tempo) a levou a perceber que o pop é bem mais amplo que nossa miopia radiofônica percebe.
Há larga pitada de pimenta também na escolha do nome. Muitas das músicas tratam de temas sensuais. Ou ao menos têm essa carga de sensualidade latente. “Outra” é, também...a outra. Que vem em receita sempre apimentada, em trajes mais sensuais.
O resultado é um trabalho tanto mais simples quanto mais rico em texturas, arranjos, timbres e explosivo em celebração. Bailarina por formação, ela enxergou essa necessidade de leveza nas tantas gerações de amigos dos grupos que frequenta, músicos, dançarinos, artistas variados. “Está tudo tão denso, carregado...é preciso algo que nos coloque para viver a vida.” “Outra” faz isso nos três quartos de hora que dura.
Abre com o som gordo, um groove black irresistível que encharca o acento popular brasileiro de “Tem que Ter um Fim”. A MPB eletrônica de Aline ganha reforço em “Só Sua”, onde a mistura de eletrônica com textura orgânica é ressaltada nos samples e na percussão. 
“Dançando com a Vida” – a primeira das três que Rodrigo Campello produziu, sendo as outras duas “Eu e Você e Mais Ninguém” e “Assim é se lhe Parece” - tem uma tal “levada linda de violão” (como a cantora refere-se) em balada suave, cheia de texturas e com piano que flutua pela canção. 
Quando pensamos que entendemos a proposta de Aline ela vem com um "funkão" grooveado com peso no naipe de metais, em “A Noite Vai Dizer”. Na mesma levada fervente de funk, teremos ainda “Meu Bom”, à Tim Maia, e “Sonhos Roubados”, esta com mais sotaque carioca.
O disco retorna a um navegar um pouco mais suave em “Eu Me Rendo”, sob a voz suave de Aline e levada hipnótica que lembra o que os Chilli Peppers fizeram em seus melhores momentos de ode ao funk.
“Eu e Você e Mais Ninguém” é bossa nova eletrônica cheia de suingue, enquanto a mistura de gêneros com pegada eletrônica tem vez na baladeira “Assim é se lhe Parece”. 
O "rockão" a que me referi no início do texto é batizado “A Dois”, que engana com uma levada de violão no começo para explodir num rock rasgado e energético. E a canção que fecha o disco "Outra" é “Love is Pure”, a única música em inglês do terceiro trabalho. A canção, antes de ganhar texto final era apelidada de “África”, porque Aline emulava sonoridade vocal africana para acompanhar a melodia. Apesar de ser a única que não tem letra em português, a canção de vocal suave dá a pista exata do processo de dois anos de execução do trabalho e do que encontramos neste.
Simples assim. Ou intrincado assim. Que seja. Mas festeiro, dançante e celebrador sempre. 
No inicio de 2014 lançou o single Tem que ter um Fim  composição de Gabriel Moura e Rogê e produção musical de Dudu Marote, sendo a primeira música de trabalho do álbum,  com o lançamento do clipe dirigido por Fabio Delai e Diego Querzoli, e produzido por Cavallaria Filmes.
A segunda música de trabalho, foi "Eu Me Rendo" conhecida na voz do cantor Fabio Jr. E emplacando o sucesso, a terceira música de trabalho foi o sucesso “Dançando com a Vida”, canção composta por  Sandra de Sá e Zé Ricardo e está se posicionou como uma das músicas mais tocadas do eixo Rio de Janeiro e São Paulo. 
Em 2016, Aline fez uma performance primorosa ao interpretar a canção “Senhorinha" do compositor e violonista brasileiro Guinga, que é tema de novela "Escrava Mãe" da Rede Record. 
A cantora fincou raízes na capital do mundo desde Junho deste ano, e tem como objetivo exportar o melhor da música Pop Brasileira.Após o lançamento do seu mais recente trabalho no mercado internacional intitulado “BPM / Brazilian Pop Music”, que consiste numa retrospectiva de sua carreira, e foi conceitualizado pelo produtor brasileiro Béco Dranoff. E é composto por uma coleção especial dos seus três  primeiros álbuns: “Da Pá Virada” (2008), “Onde Tudo Faz Sentido”(2011) e “Outra” (2015), assim como músicas inéditas. BPM, já está disponível em todas as plataformas digitais.
Depois do sucesso do álbum, trabalhado no Brasil e em Nova York, Aline Muniz pôde comemorar mais de 700 mil views no clipe “Eu, Você e Mais Ninguém”. A mesma música,depois de tanto carinho que recebeu do público, ganhou um remix realizado pelo DJ Croata D3, distribuído para mais de 1.000 DJ’s em todo o mundo!
Desde o lançamento de BPM, Aline já participou do SOFAR SOUNDS num espaço inovador da Galeria de Arte no Greenpoint, Brooklyn’s. E foi uma das vozes escolhida para o aclamado festival Brasil Summer Fest 2017, lotando a famosa casa de shows JOE’S PUB. O que lhe proporcionou o convite para cantar ao vivo no programa de TV “GOOD DAY NY” da Fox News, para promover esse show.
Aline teve a honra de abrir o show de Demi Lovato no super evento de galã beneficente ARD FOUDATION no Cipriani de NY. Os últimos quatro meses foram produtivos para a cantora/compositora Aline Muniz.
Atualmente, Aline se prepara para lançar seu novo remix também do DJ croata D3, da canção “Dançando com a Vida” (Sandra de Sá / Zé Ricardo), música que ficou entre as mais tocadas nas rádios no eixo SP - RJ.
O remix conta também com o suporte visual de um novo clipe gravado em Nova York e dirigido por Anderson Zaca. O video gravado num veleiro ao redor de Manhattan e no parque de diversões de ConeyIsland, transmite a alegria contagiante de Aline e a mensagem afirmativa de vida da canção.
Seu show é um grande sucesso nas principais casas, e conta com releituras da MPB além de verdadeiros achados do POP Internacional. Definitivamente Aline Muniz, se mostra como uma das principais cantoras da nova cena musical e a coloca como destaque no hall das grandes divas nacionais. 
Aline Muniz, o melhor do Brasil para o Mundo!

## Discografia

### Álbuns
- Da Pá Virada (2008)

1. Básica
2. Cidade de Isopor
3. Não Vacile
4. Sai Dessa
5. Por Que Não?
6. Pra Você Sambar
7. O Baile
8. Do Outro Lado
9. Cidade Solidão
10. Vagalumes Gigantes
11. Da Pá Virada
12. O Negócio É Amar

- Onde Tudo Faz Sentido (2011)

1. Penso em Você
2. Um Dia
3. Não Me Leve a Mal
4. Mensagem de Amor
5. Na Sua Hora
6. Bloco do Prazer
7. Tudo Passa
8. Coberta
9. Pesadelo
10. Sem Tempo
11. Deixa Chover
12. Até o Máximo

- Outra (2015)

1. Tem que Ter Um Fim
2. Só Sua
3. Dançando com a Vida
4. A Noite Vai Dizer
5. Eu Me Rendo
6. Eu, Você e Mais Ninguém
7. Meu Bom
8. Assim É Se Lhe Parece
9. A Dois
10. Sonhos Roubados
11. Love Is Pure

- BPM / Brazilian Pop Music (2017)

1. Dançando com a Vida
2. Sai Dessa
3. Penso em Você
4. Eu Me Rendo
5. Eu, Você e Mais Ninguém
6. Jack Soul Brasileiro
7. Ribbon in the Sky
8. Mensaje de Amor
9. Vagalumes Gigantes
10. O Negócio é Amar
11. Pra Que Ficar Sozinho
12. Pra Você Sambar
13. Tempos Modernos
14. Love is Pure
15. Porque Era Amor
16. Não Me Leve a Mal

- REMIX:

1. Eu, Você e Mais Ninguém (Remix / D3 Rework) (2017)
2. Dançando com a Vida (Remix / D3 Rework) (2017)

## Videografia
| Ano  | Música                                   | Álbum                     |
| ---- | ---------------------------------------- | ------------------------- |
| 2011 | "Penso em Você"                          | Onde Tudo Faz Sentido     |
| 2012 | "Um Dia"                                 | Onde Tudo Faz Sentido     |
| 2012 | "Mensagem de Amor"                       | Onde Tudo Faz Sentido     |
| 2012 | "Não Me Leve a Mal"                      | Onde Tudo Faz Sentido     |
| 2014 | "Não Vacile"                             | Onde Tudo Faz Sentido     |
| 2014 | "Tem que Ter um Fim"                     | Outra                     |
| 2015 | "Joga Fora no Lixo"                      |                           |
| 2016 | "A Francesa"                             |                           |
| 2016 | "Use Somebody"                           |                           |
| 2016 | "Ribbon in the Sky"                      | BPM / Brazilian Pop Music |
| 2016 | "Just the way You Are"                   |                           |
| 2016 | "Eu, Você e Mais Ninguém"                | Outra                     |
| 2017 | "Senhorinha"                             |                           |
| 2017 | "Onde Você Mora"                         |                           |
| 2017 | "Pode Vir Quente que Eu Estou Fervendo"  |                           |
| 2017 | "Pra Que Ficar Sozinho"                  | BPM / Brazilian Pop Music |
| 2017 | "Roxanne"                                |                           |
| 2017 | "Dançando com a Vida (Remix / D3 Rework) |                           |